# Zacatlán de Guerrero
Zacatlán de Guerrero är en ort i Mexiko.   Den ligger i kommunen Teloloapan och delstaten Guerrero, i den södra delen av landet, 150 km sydväst om huvudstaden Mexico City. Zacatlán de Guerrero ligger 1 544 meter över havet och antalet invånare är 238.
Terrängen runt Zacatlán de Guerrero är kuperad. Runt Zacatlán de Guerrero är det ganska glesbefolkat, med 36 invånare per kvadratkilometer. Närmaste större samhälle är Teloloapan, 7,1 km nordost om Zacatlán de Guerrero. I omgivningarna runt Zacatlán de Guerrero växer huvudsakligen savannskog.